# Nicasio de Aspe y Vaamonde
Nicasio de Aspe y Vaamonde (Ponferrada, 23 de febrero de 1880-El Burgo, 25 de septiembre de 1956) fue un militar español, teniente general del Ejército de Tierra e ingeniero industrial, gobernador militar  de Asturias y León (1941 -1945), general director de la Escuela de Aplicación y Tiro de Artillería, jefe de estudios de la Academia de Artillería de Segovia, presidente de la Comisión permanente de transportes por carretera y presidente del Consejo de Administración de la Compañía Gaditana de Minas, S.A.

## Biografía
Nacido en Ponferrada (León) el 23 de febrero de 1880 en una ilustre familia gallega de origen vasco. Era hijo de Nicasio de Aspe y Fullós, médico y escritor -bajo el pseudónimo de Alfonso S. Pilar-, en su juventud de la Armada Española, y que por su fama en el ejercicio de su profesión llegó a ser secretario del dispensario antituberculoso de La Coruña, vicepresidente de la Real Academia de Medicina de Galicia y Asturias y del Colegio Médico de La Coruña; y de su esposa Adela Vaamonde de Castro, descendiente del ilustre promotor de la ilustración en Galicia, Pedro Antonio Sánchez Vaamonde (1749-1806).  
En 1934 formó parte de las fuerzas enviadas a Asturias para sofocar la rebelión, entrando en la capital astur junto con los generales Eduardo López Ochoa y Manuel Goded.
En la guerra civil española actuó en Galicia y Asturias entre los años 1936 y 1939, dirigiendo, por ejemplo, una de las tres columnas gallegas formadas en Lugo a finales de julio -mandada posteriormente por el teniente coronel Jesús Teijeiro- que acudieron a liberar a la ciudad de Oviedo del sitio que sufría. Dicha unidad militar penetró por la costa occidental asturiana limítrofe con la provincia lucense, Castropol. 
Entre los años 1938 y 1939 luchó en Aragón y en el Levante (Castellón y Valencia), organizando y dirigiendo la Reserva General de Artillería, contribuyendo al éxito en las batallas de Teruel, Alfambra y Ebro. Además, es nombrado jefe de Artillería del Ejército de Levante, entrando en Valencia con las fuerzas sublevadas cuando terminó la guerra. 

## Familia

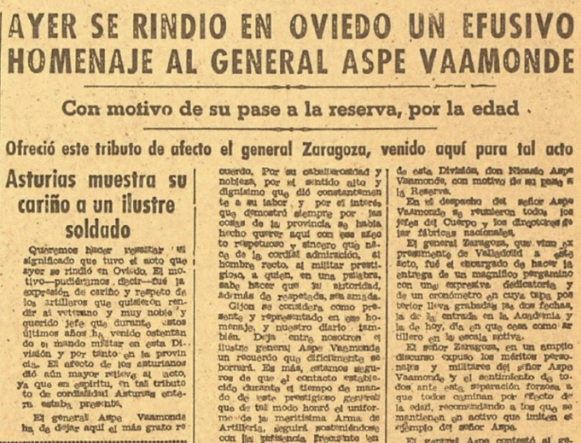
Despedida de Nicasio de Aspe como Gobernador Militar de Asturias.

Hermano que fue de Emilio de Aspe, general de caballería, Gobernador civil de Valladolid, La Coruña y Tenerife, y de Leoncio de Aspe, general de división, Gobernador militar de Pontevedra. 
Se casó con la Excma. Sra. Doña Emilia Luzzatti y Quiñones, hija del matrimonio formado por el noble udinense don Gustavo Luzzatti Dal´Pozzo , ingeniero de caminos, y de doña Margarita Quiñones y de Armesto, perteneciente a la célebre familia Quiñones de León. Ambos tuvieron cinco hijos, María del Carmen, Emilia, María, Nicasio y María Teresa de Aspe y Luzzatti.  

## Reconocimientos
Fue nombrado hijo adoptivo de Segovia. 
- Cruz de 1era clase del Mérito Militar con distintivo rojo.[2]
- Cruz de 1era clase de María Cristina ( Orden Militar de María Cristina ) .[3]